# Chieri '76 Volleyball 2021-2022
Questa voce raccoglie le informazioni riguardanti il Chieri '76 Volleyball nelle competizioni ufficiali della stagione 2021-2022.

## Stagione
Nella stagione 2021-22 il Chieri '76 Volleyball assume la denominazione sponsorizzata di Reale Mutua Fenera Chieri.
Partecipa per la quarta volta alla Serie A1; chiude la regular season di campionato al sesto posto in classifica, qualificandosi per i play-off scudetto, dove viene eliminata nei quarti di finale dalla Pro Victoria.
Grazie al sesto posto nella classifica avulsa determinata in base alle partite di campionato disputate fino alla data del 24 dicembre 2021, il Chieri '76 si qualifica per la Coppa Italia, uscendo in semifinale, non potendo disputare la partita a causa della positività al COVID-19 di alcune giocatrici.

## Organigramma societario
Area direttiva
- Presidente: Filippo Vergnano

Area tecnica
- Allenatore: Giulio Bregoli
- Allenatore in seconda: Marco Sinibaldi
- Assistente allenatore: Marco Rostagno
- Scout man: Emanuele Aime

## Rosa
| N° | Nome              | Ruolo | Data di nascita   | Nazionalità sportiva |
| -- | ----------------- | ----- | ----------------- | -------------------- |
| 1  | Rhamat Alhassan   | C     | 7 settembre 1996  | Stati Uniti          |
| 2  | Héléna Cazaute    | S     | 17 dicembre 1997  | Francia              |
| 3  | Elena Perinelli   | S     | 27 giugno 1995    | Italia               |
| 4  | Francesca Bosio   | P     | 7 agosto 1997     | Italia               |
| 5  | Alexandra Frantti | S     | 3 marzo 1996      | Stati Uniti          |
| 6  | Anna Piovesan     | S     | 27 marzo 2004     | Italia               |
| 7  | Asia Bonelli      | P     | 4 settembre 2000  | Italia               |
| 8  | Kaja Grobelna     | O     | 4 gennaio 1995    | Belgio               |
| 9  | Francesca Villani | S     | 30 maggio 1995    | Italia               |
| 10 | Chiara De Bortoli | L     | 28 luglio 1997    | Italia               |
| 12 | Alessia Mazzaro   | C     | 19 settembre 1998 | Italia               |
| 14 | Yağmur Karaoğlu   | O     | 21 agosto 2001    | Turchia              |
| 15 | Martina Armini    | L     | 19 settembre 2002 | Italia               |
| 17 | Camilla Weitzel   | C     | 11 giugno 2000    | Germania             |
| 18 | Francesca Guarena | C     | 9 ottobre 2003    | Italia               |

## Mercato
| Acquisti | Acquisti        | Acquisti       | Acquisti   |
| R.       | Nome            | da             | Modalità   |
| -------- | --------------- | -------------- | ---------- |
| L        | Martina Armini  | Club Italia    | definitivo |
| P        | Asia Bonelli    | UYBA           | definitivo |
| S        | Héléna Cazaute  | ASPTT Mulhouse | definitivo |
| O        | Yağmur Karaoğlu | İlbank         | definitivo |
| S        | Anna Piovesan   | Pro Victoria   | definitivo |
| C        | Camilla Weitzel | Dresdner       | definitivo |

| Cessioni | Cessioni         | Cessioni             | Cessioni   |
| R.       | Nome             | a                    | Modalità   |
| -------- | ---------------- | -------------------- | ---------- |
| L        | Giulia Gibertini | ?                    | definitivo |
| O        | Kertu Laak       | Schweriner           | definitivo |
| P        | Victoria Mayer   | Saint-Cloud Paris SF | definitivo |
| S        | Annick Meijers   | Suhl                 | definitivo |
| C        | Marina Zambelli  | Casalmaggiore        | definitivo |

## Risultati

### Serie A1

#### Girone di andata
| 1ª giornata - 10 ottobre 2021 PalaMaddalene, Chieri              | Chieri '76      | 3 - 1 | Wealth Planet Perugia | 25-15, 22-25, 25-19, 25-22        |
| 2ª giornata - 17 ottobre 2021 Palazzetto dello Sport, Monza      | Pro Victoria    | 3 - 1 | Chieri '76            | 25-27, 25-15, 25-20, 25-13        |
| 3ª giornata - 20 ottobre 2021 PalaCarneroli, Urbino              | Megavolley      | 3 - 1 | Chieri '76            | 25-23, 16-25, 25-23, 25-17        |
| 4ª giornata - 24 ottobre 2021 PalaMaddalene, Chieri              | Chieri '76      | 3 - 0 | UYBA                  | 25-20, 25-19, 26-24               |
| 5ª giornata - 30 ottobre 2021 PalaSanbapolis, Trento             | Trentino Rosa   | 1 - 3 | Chieri '76            | 32-30, 19-25, 22-25, 13-25        |
| 6ª giornata - 6 novembre 2021 PalaMaddalene, Chieri              | Chieri '76      | 3 - 0 | Roma Club             | 25-20, 25-20, 25-17               |
| 7ª giornata - 14 novembre 2021 Palazzetto dello Sport, Scandicci | Savino Del Bene | 3 - 1 | Chieri '76            | 26-24, 25-20, 18-25, 25-16        |
| 8ª giornata - 21 novembre 2021 PalaMaddalene, Chieri             | Chieri '76      | 3 - 2 | Cuneo Granda          | 25-18, 14-25, 25-22, 23-25, 15-11 |
| 9ª giornata - 28 novembre 2021 PalaMaddalene, Chieri             | Chieri '76      | 3 - 2 | San Casciano          | 25-19, 25-21, 19-25, 23-25, 15-8  |
| 10ª giornata - 4 dicembre 2021 Palazzetto dello sport, Bergamo   | Bergamo 1991    | 1 - 3 | Chieri '76            | 25-23, 20-25, 29-31, 19-25        |
| 11ª giornata - 12 dicembre 2021 PalaMaddalene, Chieri            | Chieri '76      | 3 - 0 | Casalmaggiore         | 25-21, 25-16, 25-22               |
| 12ª giornata - 10 novembre 2021 PalaMaddalene, Chieri            | Chieri '76      | 0 - 3 | Imoco                 | 22-25, 22-25, 22-25               |
| 13ª giornata - 23 marzo 2022 PalaTerdoppio, Novara               | AGIL            | 3 - 2 | Chieri '76            | 20-25, 30-28, 25-21, 22-25, 15-12 |

#### Girone di ritorno
| 14ª giornata - 9 marzo 2022 PalaEvangelisti, Perugia         | Wealth Planet Perugia | 1 - 3 | Chieri '76      | 20-25, 25-22, 6-25, 17-25         |
| 15ª giornata - 23 febbraio 2022 PalaMaddalene, Chieri        | Chieri '76            | 0 - 3 | Pro Victoria    | 23-25, 20-25, 22-25               |
| 16ª giornata - 23 gennaio 2022 PalaMaddalene, Chieri         | Chieri '76            | 3 - 0 | Megavolley      | 25-19, 25-18, 25-22               |
| 17ª giornata - 30 gennaio 2022 PalaPiantanida, Busto Arsizio | UYBA                  | 3 - 1 | Chieri '76      | 30-28, 23-25, 25-14, 25-16        |
| 18ª giornata - 6 febbraio 2022 PalaMaddalene, Chieri         | Chieri '76            | 3 - 1 | Trentino Rosa   | 22-25, 25-22, 25-18, 25-23        |
| 19ª giornata - 13 febbraio 2022 Palazzo dello Sport, Roma    | Roma Club             | 3 - 1 | Chieri '76      | 26-24, 26-24, 21-25, 25-15        |
| 20ª giornata - 19 febbraio 2022 PalaMaddalene, Chieri        | Chieri '76            | 2 - 3 | Savino Del Bene | 25-19, 32-34, 20-25, 25-19, 11-15 |
| 21ª giornata - 27 febbraio 2022 PalaCastagnaretta, Cuneo     | Cuneo Granda          | 3 - 2 | Chieri '76      | 25-18, 22-25, 25-20, 21-25, 16-14 |
| 22ª giornata - 6 marzo 2022 PalaWanny, Firenze               | San Casciano          | 3 - 1 | Chieri '76      | 25-23, 25-18, 19-25, 25-22        |
| 23ª giornata - 13 marzo 2022 PalaMaddalene, Chieri           | Chieri '76            | 3 - 1 | Bergamo 1991    | 26-24, 25-20, 23-25, 25-18        |
| 24ª giornata - 20 marzo 2022 PalaRadi, Cremona               | Casalmaggiore         | 1 - 3 | Chieri '76      | 16-25, 26-28, 25-21, 23-25        |
| 25ª giornata - 27 marzo 2022 PalaVerde, Villorba             | Imoco                 | 3 - 1 | Chieri '76      | 25-21, 25-17, 15-25, 25-21        |
| 26ª giornata - 2 aprile 2022 PalaMaddalene, Chieri           | Chieri '76            | 0 - 3 | AGIL            | 12-25, 19-25, 21-25               |

#### Play-off scudetto
| Quarti di finale (gara 1) - 10 aprile 2022 Palazzetto dello Sport, Monza | Pro Victoria | 3 - 0 | Chieri '76   | 25-23, 25-20, 25-13        |
| Quarti di finale (gara 2) - 13 aprile 2022 PalaMaddalene, Chieri         | Chieri '76   | 1 - 3 | Pro Victoria | 23-25, 23-25, 25-23, 19-25 |

### Coppa Italia
| Quarti di finale - 30 dicembre 2021 Palazzetto dello Sport, Monza | Pro Victoria | 0 - 3 | Chieri '76 | 23-25, 23-25, 18-25 |
| Semifinali - 5 gennaio 2022 Palazzetto dello Sport, Roma          | AGIL         | 3 - 0 | Chieri '76 | 25-0, 25-0, 25-0    |

## Statistiche

### Statistiche di squadra
| Competizione | Punti | In casa | In casa | In casa | In trasferta | In trasferta | In trasferta | Totale | Totale | Totale |
| Competizione | Punti | G       | V       | P       | G            | V            | P            | G      | V      | P      |
| ------------ | ----- | ------- | ------- | ------- | ------------ | ------------ | ------------ | ------ | ------ | ------ |
| Serie A1     | 40    | 14      | 10      | 4       | 14           | 4            | 10           | 28     | 14     | 14     |
| Coppa Italia | -     | 0       | 0       | 0       | 1            | 1            | 0            | 2      | 1      | 1      |
| Totale       | -     | 14      | 10      | 4       | 15           | 5            | 10           | 30     | 15     | 15     |

G = partite giocate; V = partite vinte; P = partite perse

### Statistiche dei giocatori
| Giocatore     | Serie A1 | Serie A1 | Serie A1 | Serie A1 | Serie A1 | Coppa Italia | Coppa Italia | Coppa Italia | Coppa Italia | Coppa Italia | Totale | Totale | Totale | Totale | Totale |
| Giocatore     | P        | PT       | AV       | MV       | BV       | P            | PT           | AV           | MV           | BV           | P      | PT     | AV     | MV     | BV     |
| ------------- | -------- | -------- | -------- | -------- | -------- | ------------ | ------------ | ------------ | ------------ | ------------ | ------ | ------ | ------ | ------ | ------ |
| R. Alhassan   | 28       | 189      | 138      | 47       | 4        | 1            | 4            | 2            | 2            | 0            | 29     | 183    | 140    | 49     | 4      |
| M. Armini     | 11       | 0        | 0        | 0        | 0        | 0            | 0            | 0            | 0            | 0            | 11     | 0      | 0      | 0      | 0      |
| A. Bonelli    | 15       | 2        | 0        | 2        | 0        | 0            | 0            | 0            | 0            | 0            | 15     | 2      | 0      | 2      | 0      |
| F. Bosio      | 28       | 49       | 23       | 20       | 6        | 1            | 2            | 0            | 2            | 0            | 29     | 51     | 23     | 22     | 6      |
| H. Cazaute    | 28       | 261      | 218      | 22       | 21       | 1            | 6            | 4            | 0            | 2            | 29     | 267    | 222    | 22     | 23     |
| C. De Bortoli | 28       | 0        | 0        | 0        | 0        | 1            | 0            | 0            | 0            | 0            | 29     | 0      | 0      | 0      | 0      |
| A. Frantti    | 27       | 211      | 192      | 16       | 3        | 1            | 11           | 9            | 2            | 0            | 28     | 222    | 201    | 18     | 3      |
| K. Grobelna   | 27       | 483      | 421      | 35       | 27       | 1            | 14           | 13           | 1            | 0            | 28     | 497    | 434    | 36     | 27     |
| F. Guarena    | 7        | 1        | 0        | 0        | 1        | 1            | 0            | 0            | 0            | 0            | 8      | 1      | 0      | 0      | 1      |
| Y. Karaoğlu   | 9        | 6        | 5        | 1        | 0        | 0            | 0            | 0            | 0            | 0            | 9      | 6      | 5      | 1      | 0      |
| A. Mazzaro    | 28       | 204      | 124      | 68       | 12       | 1            | 11           | 6            | 3            | 2            | 29     | 215    | 130    | 71     | 14     |
| E. Perinelli  | 19       | 30       | 28       | 2        | 0        | 1            | 0            | 0            | 0            | 0            | 20     | 30     | 28     | 2      | 0      |
| A. Piovesan   | 4        | 1        | 0        | 0        | 1        | -            | -            | -            | -            | -            | 4      | 1      | 0      | 0      | 1      |
| F. Villani    | 27       | 285      | 239      | 29       | 17       | 1            | 2            | 1            | 1            | 0            | 28     | 287    | 240    | 30     | 17     |
| C. Weitzel    | 24       | 116      | 72       | 33       | 11       | 1            | 0            | 0            | 0            | 0            | 25     | 116    | 72     | 33     | 11     |

P = presenze; PT = punti totali; AV = attacchi vincenti; MV = muri vincenti; BV = battute vincenti